# Pietro Giampaolo Orsini
Pietro Giampaolo Orsini ( ... - Monte San Savino ou Arezzo, août 1443), seigneur de Forlimpopoli, frère de Niccolò Orsini  est un condottiere italien du XVe siècle.

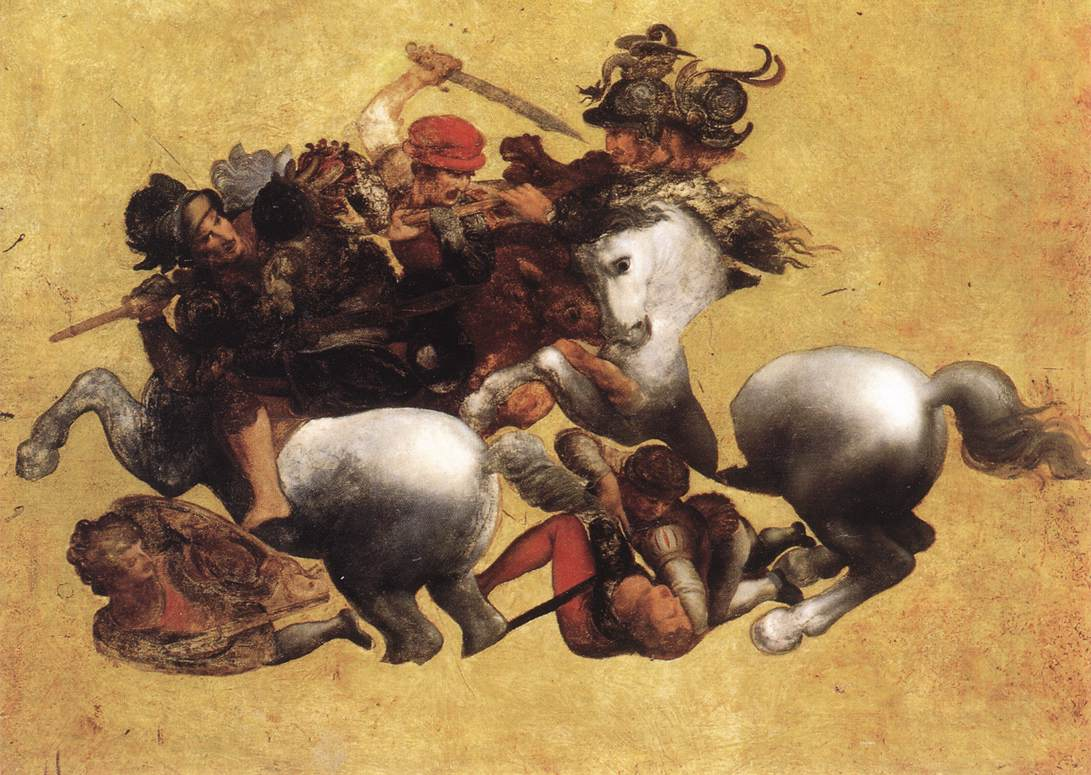
Bataille d'Anghiari - Tavola Doria

## Biographie
Les premiers faits d'armes de Pietro Giampaolo Orsini datent de 1414, quand dans le Latium il est à la tête de 300 cavaliers.
Il est surtout connu pour avoir mené à la victoire le mercredi 29 juin 1440, avec Micheletto Attendolo à Anghiari en Toscane les forces Florentines face aux Milanais menés par Niccolò Piccinino lors de la controversée bataille d'Anghiari.  
Machiavel parle de cette bataille sur un ton ironique : « Et dans une aussi longue confrontation qu’elle dura de vingt à vingt-quatre heures, il ne mourut qu’un seul homme, non à la suite de ses blessures ou d'un quelconque valeureux fait d’armes, mais après une chute de cheval où il fut piétiné » Cependant, comme l'écrit Franco Cardini « la foi excessive que nous autres modernes avons eue dans les jugements de Pétrarque puis de Machiavel a été un écran pour comprendre la vérité historique. Le cas limite reste la peu meurtrière bataille d'Anghiari qui opposa Sforza et Piccinino en 1440 où, sur les onze mille combattants, il en serait tombé seulement deux, selon Machiavel, tandis que, selon l'estimation de Flavio Biondo, on déplorerait une soixantaine de morts et quatre cents blessés » .
Il meurt à Monte San Savino ou Arezzo. Son corps est transporté à Florence pour être inhumé à Santa Maria del Fiore.

## Sources
- (it) « Fiche de Pietro Giampaolo Orsini », sur Condottieridiventura.it